# Rick Nowels

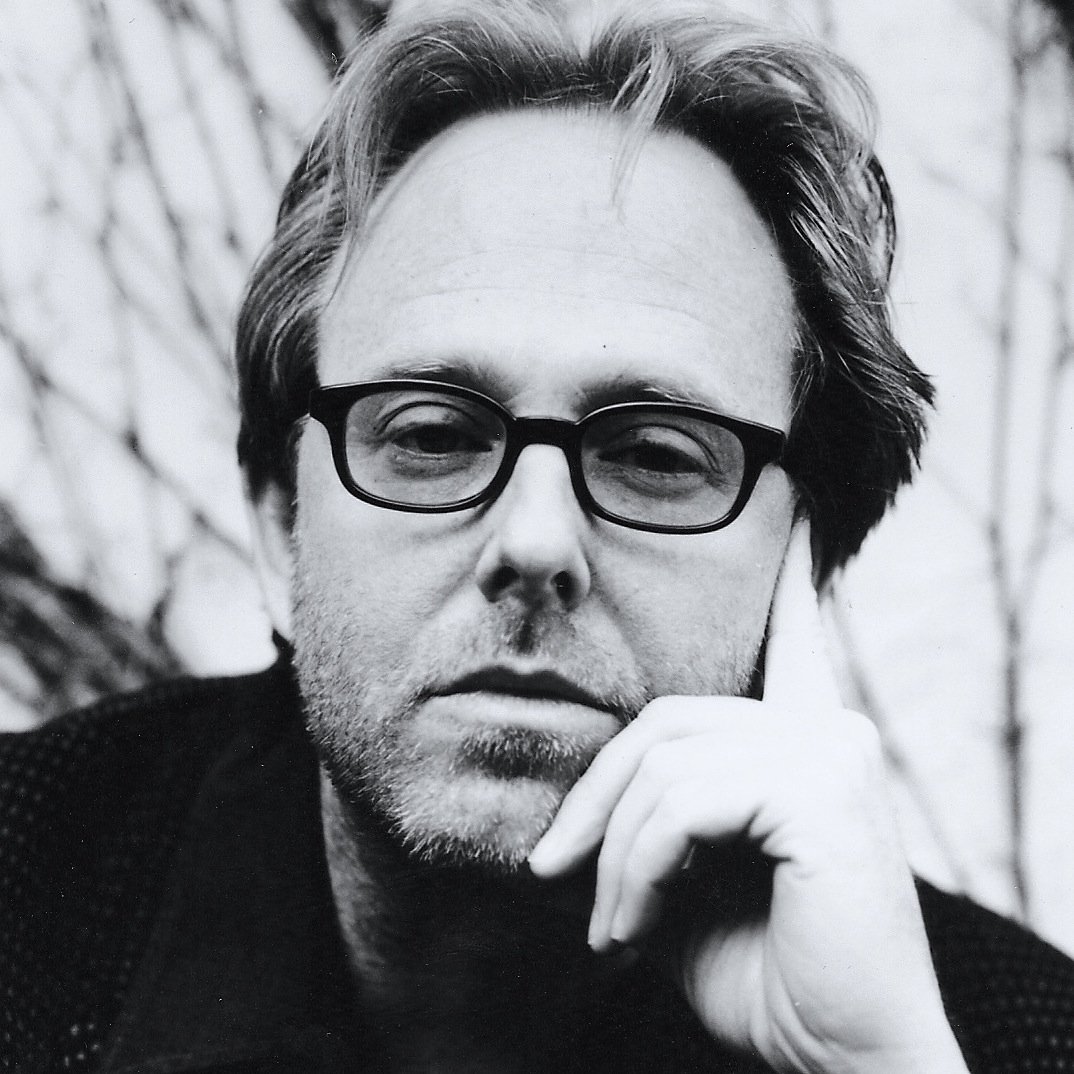
Rick Nowels

Rick Nowels (* 16. März 1960 in San Francisco als Richard Wright Nowels Jr.) ist ein US-amerikanischer Musikproduzent und Songwriter, der seit den 1980er Jahren international erfolgreich ist.

## Karriere
Seinen ersten großen Erfolg hatte Rick Nowels mit dem Song I Can’t Wait für Stevie Nicks, der Anfang 1986 ein Top-20-Hit in den USA war. Im Herbst 1987 folgte Heaven Is a Place on Earth, den er für Belinda Carlisle produzierte und zusammen mit Ellen Shipley auch geschrieben hatte. Das Lied war unter anderem in den USA, Großbritannien und der Schweiz ein Nummer-eins-Hit. Weitere Hits von Nowels und Shipley für Belinda Carlisle waren u. a. Circle in the Sand (1988) und Leave a Light on (1989). Auch für Stevie Nicks schrieb er 1989 einen weiteren Hit: Rooms on Fire.
Nowels produziert nicht nur US-amerikanische Künstler, sondern auch europäische Musiker wie Eros Ramazzotti, Aura Dione und Lykke Li.
Beim Songwriting arbeitet Nowels meist mit den Interpreten oder anderen Songwritern zusammen. In der zweiten Hälfte der 1990er-Jahre schrieb er Lieder oft zusammen mit Billy Steinberg. Gemeinsam trugen sie auch den Titelsong zum Album Falling into You von Céline Dion bei und gehörten 1997 zu denen, die für die Albumbeteiligung mit einem Grammy Award ausgezeichnet wurden.
Seit 2011 arbeitet er regelmäßig für und mit Lana Del Rey, deren Hits Summertime Sadness und Young & Beautiful er zu seinen zehn besten Kompositionen zählt.

## Diskografie
Nummer-eins-Hits
- 1987: Heaven Is a Place on Earth / Belinda Carlisle (mit Ellen Shipley, auch Produzent)
- 1999: Life Is a Rollercoaster / Ronan Keating (mit Gregg Alexander, beide auch Produzenten)
- 2000: Fuoco ne l fuoco / Eros Ramazzotti (Produzent)
- 2000: I Turn to You / Melanie C (mit Billy Steinberg und Melanie Chisholm)
- 2003: White Flag / Dido (mit Dido und Rollo Armstrong)
- 2011/2012: I Follow Rivers / Lykke Li bzw. Triggerfinger (mit Lykke Li und Björn Yttling)
- 2023: Summertime / Kontra K feat. Lana Del Rey

andere Beteiligungen
- 1988: Circle in the Sand / Belinda Carlisle
- 1996: Falling into You / Céline Dion
- 1998: You Get What You Give / New Radicals
- 1998: The Power of Good-Bye / Madonna
- 1999: Northern Star / Melanie C
- 2001: Scream If You Wanna Go Faster / Geri Halliwell
- 2001: Standing Still / Jewel
- 2002: The Game of Love / Santana featuring Michelle Branch
- 2004: Sand in My Shoes / Dido
- 2008: Green Light / John Legend featuring André 3000
- 2009: Fallin’ for You / Colbie Caillat
- 2012: In Love with the World / Aura Dione
- 2012–2014: Summertime Sadness, Dark Paradise, Young & Beautiful, West Coast, Shades of Cool, High by the Beach, Love, Lust for Life / alle Lana Del Rey